# رباط سرخ عليا
رباط‌ سرخ عليا (بالفارسية: رباط‌سرخ علیا) هي قرية تقع في قسم كناررودخانه الريفي في إيران. يقدر عدد سكانها بـ 1,519 نسمة .